# Панкрушихинська сільська рада
Панкруши́хинська сільська рада (рос. Панкрушихинский сельский совет) — сільське поселення у складі Панкрушихинського району Алтайського краю Росії.
Адміністративний центр — село Панкрушиха.

## Населення
Населення — 5013 осіб (2019; 5016 в 2010, 5363 у 2002).

## Склад
До складу сільської ради входять:
| Населений пункт  | Населення, осіб (2002) | Населення, осіб (2010) |
| ---------------- | ---------------------- | ---------------------- |
| Зарічний, селище | 162                    | 100                    |
| Панкрушиха, село | 5201                   | 4916                   |